# Zou Xiaoli
Zou Xiaoli (en chino simplificado, 邹肖力) es un diplomático de la la República Popular de China. Nació en el pueblo de Zhejiang, Hangzhou. Se desempeñó como embajador extraordinario y plenipotenciario de la República de la República Popular de China en Grecia. Es el actual Embajador Extraordinario y Plenipotenciario de la República de la República Popular de China en Argentina.
Escribe ocasionalmente en el periódico Clarín.